# Портанова
Портанова је трговачки центар у западном делу Осијека. Према Међународном савету тржних центара, Портанова има величину од 7900 м2 са 40240 м2 бруто површине за закуп. Ово подручје служи као регионални центар и има насељено подручје које обухвата делове Хрватске, као и Мађарску, Босну и Херцеговину и Србију.

## Историја
Иницијални концепт и планирање изградње центра започето је 2007., а радови на изградњи локације почели су 15. маја 2009. након што су све дозволе добијене.
Финансијски инвеститор у Тржни центар Портанова је Amplitudo d.o.o., док је развојне радове извело више тимова из различитих компанија. Тимови који су били укључени у пројекат су CBRE, Mace Grup Ltd, Studio XXL, Chapman Taylor Architetti и Градња (из Осијека). Када је шопинг центар Портанова отворио своја врата за јавност 24. марта 2011., био је шести по величини трговачки центар у Хрватској.
Назив Портанова или „нова врата“, одражава термин који се заснива и на локалном окружењу и на локацији локације на западном улазу у град Осијек.
Центар је пројектован са три спрата (од којих су два за комерцијалну и малопродајну употребу, а један за рекреацију). Постоји нешто више од 1600 бесплатних паркинг места које се налазе на локацији подељеној између подземне гараже у центру, земљишта које окружује центар и крова центра.

## Архитектура
Структура је развијена у уздужном облику укупне величине 20000 м2. Висина објекта се креће од 15 до 22 м, повећавајући се са једне на другу страну кроз приземље, 1. и 2. спрат и подрумску гаражу. Зграда је изграђена углавном од бетона и челика, користећи тамно смеђе бетонске плоче и бакрене металне лимове који су у контрасту са белим цементним плочама.
Главна визија је била да се развије скулптурална грађевина која се интегрише у урбани пејзаж уз висок визуелни утицај у складу са принципима савремене минималистичке архитектуре.
Зграда има облик огромне стене постављене на тлу, са улазима који се налазе на местима где изгледа као да су комади стене одломљени. Усеци у стени дефинишу три различита волумена повезана заједно тржним центрима, који чине језгро зграде.

### Ентеријер
Тржни центри у приземљу и на спрату повезују две пијаце на којима се налазе улази и лифтови који воде до продавница и сидришта. Због дизајна, свака јединица у центру има висок фронт продавнице и једнаку ширину пропорционалну њеној површини. Поред тога, уздужни облик зграде осигурава да је свака продавница оријентисана ка централном делу тржног центра, што олакшава посетиоцима да лоцирају сваку продавницу у центру.

## Продавнице
Иако постоји широк спектар малопродајних објеката унутар Портанове, неки главни закупци који се разликују од других закупаца су Конзум хипермаркет, H&M, Зара, C&A, NewYorker и мултиплекс биоскоп Blitz-Cinestar. Биоскоп Blitz-Cinestar је део забавног дела који се налази на другом спрату и такође садржи куглану, казино и гастрономске услуге.

## Локација
Тржни центар Портанова се налази 45 км западно од центра Осијека, са редовном аутобуском линијом која повезује центар са градом. Портанова је такође лако доступна преко јужне обилазнице и приступних путева, што омогућава да скоро 600.000 људи стигне до центра са сат времена вожње.
Тржни центар се налази у градском подручју Осијека што га чини приступачним из цијеле источне Славоније и Барање, укључујући градове Валпово Белишће, Бели Манастир Винковци, Вуковар и Нашице.